# Hugo Egon Balder

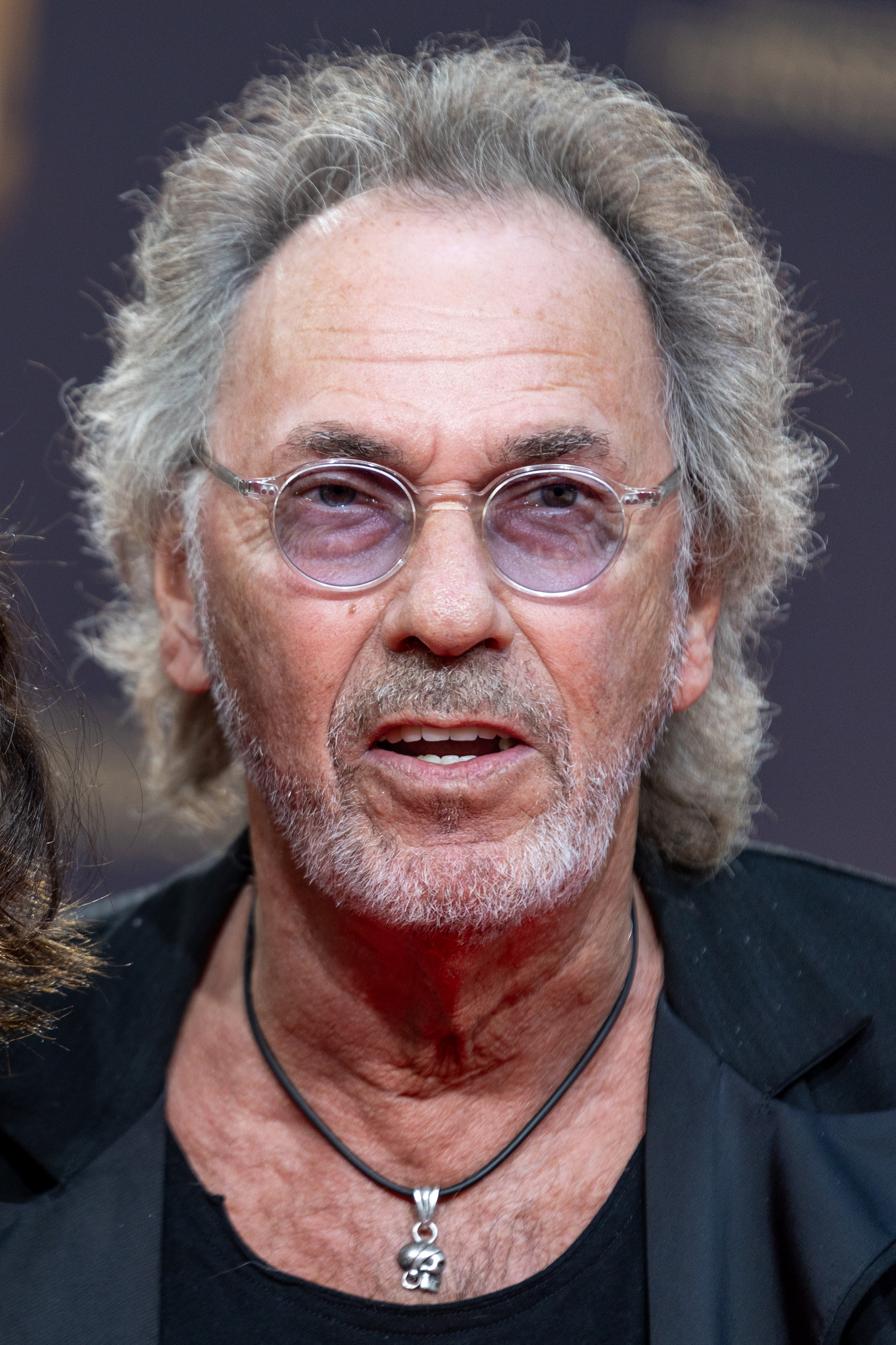
Hugo Egon Balder (2023)

Hugo Egon Balder (eigentlich: Egon Hugo Balder; * 22. März 1950 in West-Berlin) ist ein deutscher Fernsehmoderator, Fernsehproduzent, Musiker, Schauspieler und Kabarettist. Bekannt ist er vor allem als Moderator der Sendungen Alles Nichts Oder?!, Tutti Frutti, Die Hit-Giganten sowie der Quizsendung Genial daneben.

## Leben
Hugo Egon Balder wurde als Sohn des Textilhändlers Egon Friedrich Balder (1904–1970) und dessen Frau Gerda, geb. Schure (1910–1997), in West-Berlin geboren, wo seine Eltern zwei Modegeschäfte unter dem Namen „Welt-Mode“ führten. Balders Vater war zudem Theaterkritiker, Verleger für Stadtpläne und Herausgeber der Zeitung Berlin am Abend, eine der ersten Tageszeitungen West-Berlins nach 1945, die aufgrund von Papiermangel aber bereits nach drei Ausgaben wieder eingestellt wurde. Die Familien beider Eltern stammen ursprünglich aus Schlesien. Gerda Balder war Jüdin und überlebte mit ihrer Mutter Johanne Schure und Sohn Peter aus erster Ehe das KZ Theresienstadt. Ihr erster Ehemann Walter Leyserson wurde im KZ Auschwitz ermordet.
Balder wuchs in der Rubensstraße und später in der Semperstraße in Berlin-Friedenau auf. Vom vierten bis zum zwölften Lebensjahr nahm er Klavierunterricht, anschließend zwei Jahre Schlagzeugunterricht. In seiner Jugend spielte er Schlagzeug bei The Earls. 1967 gehörte er als Schlagzeuger zu den Gründungsmitgliedern der Band Birth Control, die sich aus The Earls und The Gents zusammensetzte. Nach einem Kunst- und Grafikstudium besuchte Balder von 1973 bis 1976 die private Schauspielschule von Else Bongers in Berlin.
In den 1980er Jahren war er das erste Mal verheiratet, danach Anfang der 1990er Jahre zwei Jahre lang mit einer Französin sowie von 1993 bis 1998 mit einer Kölnerin. Er war von 2000 bis 2011 in vierter Ehe mit Meral Canan verheiratet, mit der er eine Tochter, Saliha (* 2000), und einen Sohn, Canel (* 2001), hat. Er hatte die Kellnerin bei der Produktion der RTL-Comedy-Sendung Samstag Nacht kennengelernt. Im Juli 2017 trat Balder mit seinen Kindern sowie Jacky Dreksler und Pete York in der WDR-Sendung Ich stelle mich mit Moderatorin Sandra Maischberger auf, in der er einen Einblick in sein Privatleben offenbarte. Im August 2019 ging Balder mit seiner Partnerin Elena Sumischewskaja seine fünfte Ehe ein.
Seit 2010 ist er Teilhaber der Kneipe Zwick am Hamburger Millerntor. Dort wurde vom 6. April 2015 bis zum 14. November 2015 seine Sendungsidee Der Klügere kippt nach produziert und live auf Tele 5 ausgestrahlt.
Balder engagiert sich ehrenamtlich für die Deutsche Knochenmarkspenderdatei; gemeinsam mit Hella von Sinnen und Bernhard Hoëcker warb er im Jahr 2009 bundesweit auf Plakaten für die Stammzellspende.
Im September 2018 gehörte er zu den Erstunterzeichnern einer Erklärung, die Horst Seehofer (CSU) zum Rücktritt vom Amt des Bundesministers des Innern aufforderte.
Balder lebte lange in Köln, 2020 zog er nach Hamburg.
In einer Videobotschaft in der Fernsehsendung Wer weiß denn sowas? erklärte er 2023, dass er sich in den 1970er Jahren in Hugo Egon Balder umbenannt hatte, nachdem seine Plattenfirma meinte, dass sich so seine Platten besser verkaufen würden.
2024 nahm Balder als „Couchpotato“ an der zehnten Staffel von The Masked Singer Deutschland teil; er belegte den achten Platz.

## Karriere

### Anfänge als Musiker und Kabarettist
Er war eines der Gründungsmitglieder der Krautrockband Birth Control, wo er bis 1968 als Schlagzeuger mitwirkte.
Balder gehörte von 1973 bis 1979 dem Ensemble des Berliner Schillertheaters an. 1982 trat er mit dem Titel Schwarzfahren in der von Ilja Richter moderierten Musiksendung Disco auf. 1983 war Balder in der Nachfolgesendung Vorsicht, Musik an der Seite von Frank Zander als Stimme der Handpuppe Herr Feldmann zu hören. 1985 trat Balder in das Ensemble des Düsseldorfer Kabaretts „Kom(m)ödchen“ ein, wo er gemeinsam mit Lore Lorentz und Harald Schmidt Programmkabarett gestaltete. Nebenher verdingte er sich als Schlagersänger und hatte mit der Single Erna kommt, einer Coverversion des Titels von Wolfgang Lippert, einen kommerziellen Erfolg. Das Lied stieg im November 1984 in die deutschen Airplay-Charts und erreichte dort Platz 19.

### Moderator und Produzent bei RTL

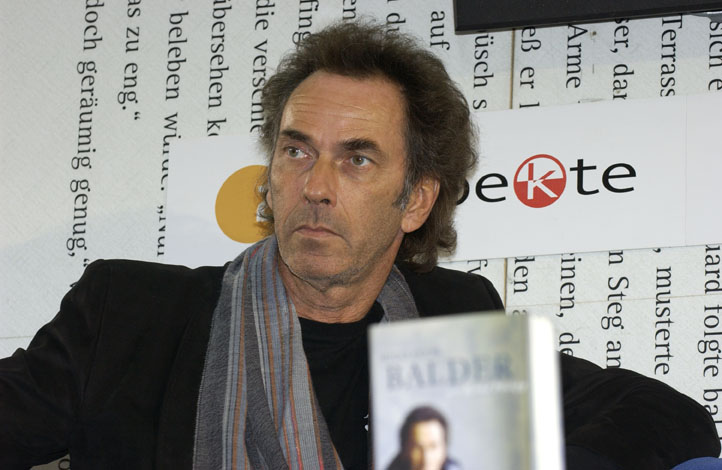
Hugo Egon Balder (2004)

Erste Erfahrungen als Moderator sammelte Balder mit verschiedenen Hörfunksendungen auf den „4 fröhlichen Wellen“ von Radio Luxemburg. Hier wurde Mahlzeit, in der Balder durch die Mitwirkung in zahlreichen Sketchen gleichsam seine Herkunft vom Kabarett ausspielte, die erfolgreichste Sendung. Seine Co-Moderatorin und Sketchpartnerin war Inga Abel. Ab 1984 trat Balder auch regelmäßig im RTL-Fernsehen auf. Zu dieser Zeit moderierte er aber auch schon im ZDF die Rückshow. Seine frühe Popularität gründet sich allerdings vorrangig auf die beiden Unterhaltungsshows Alles Nichts Oder?! (gemeinsam mit Hella von Sinnen) und später Tutti Frutti, die er zwischen 1990 und 1993 bei RTL moderierte.
Als Produzent war Balder unter anderem für April, April mit Frank Elstner (RTL, 1995) und – zusammen mit Jacky Dreksler – für die Kultsendung RTL Samstag Nacht (1993–1998) verantwortlich.
Im Jahr 1997 folgte sein Debüt als Regisseur für die Fernsehkomödie Silvias Bauch – 2 Männer und (k)ein Baby (Darsteller u. a. Dolly Dollar, Markus Maria Profitlich, Dorkas Kiefer, Piet Klocke, Helmut Zierl). 1998 präsentierte er die RTL-Samstagabend-Show Fata Morgana – Die wüste Orientshow, im Jahr 2002 moderierte er bei 9Live die Show Tanzmarathon.

### Neubeginn bei Sat.1
Von Januar 2003 bis Oktober 2011 moderierte und produzierte Balder das von Sat.1 ausgestrahlte Comedy-Quiz Genial daneben. Von 2003 bis 2009 war er außerdem Moderator der Chart- und Musikshow Die Hit-Giganten. Am 29. September 2007 moderierte er die Event-Show Volltreffer! Schiffe versenken XXL. Gemeinsam mit Hella von Sinnen moderierte Balder weitere Event-Shows bei Sat.1, wie etwa die Spielshows Promi ärgere Dich nicht, Jetzt wird eingelocht, Jetzt wird eingeseift und Jetzt geht’s auf den Rummel.
Als Produzent war Balder zusammen mit Jacky Dreksler für zwei Ende 2004 auf Sat.1 ausgestrahlte Folgen der Musiksendung Taratata tätig. Zudem war er für die neun Folgen umfassende Improvisations-Comedysendung Talk im Tudio (später: Der heiße Brei) verantwortlich. Diese produzierte er mit insgesamt in den Jahren 2005 und 2006 gemeinsam mit Jacky Dreksler durch deren gemeinsamer Produktionsfirma Mint Media GmbH.
Ab dem Jahr 2005 moderierte Balder gemeinsam mit Mirja Boes die Musik-Comedyshow Chartbreak Hotel. Balder war 2008 als Moderator der Musical-Casting-Show Ich Tarzan du Jane zu sehen. In diesem Format wurden die beiden Hauptrollen für die deutsche Ausgabe des Musicals Tarzan gesucht. Im Dezember 2008 moderierte er die Sendung Wer zuletzt lacht …?, einen Comedy-Rückblick auf das Jahr 2008. Mit Dirk Bach moderierte er am 3. April 2009 bei Sat.1 die Sendung Happy Birthday Hella, eine Veranstaltung für Hella von Sinnen anlässlich ihres 50. Geburtstags.
Von März 2017 bis Juni 2021 strahlte Sat.1 neue Folgen von Genial daneben aus, die wieder von Balder moderiert wurden. Von 2018 bis 2020 moderierte er das Spin-off Genial daneben – Das Quiz und dessen Fortsetzung Genial oder Daneben?.
Am 25. Juni 2021 gab Balder im Interview mit dem RedaktionsNetzwerk Deutschland bekannt, die Sendung Genial daneben und den Sender Sat.1 zu verlassen. Als Grund nannte er den „ständigen Wechsel“ des Führungspersonals und die „Beratungsresistenz“ des Senders. Er wolle sich nun auf die Schauspielerei konzentrieren. Seit März 2023 präsentiert Balder eine weitere Neuauflage von Genial daneben auf RTL Zwei.

### Zurück im Radio

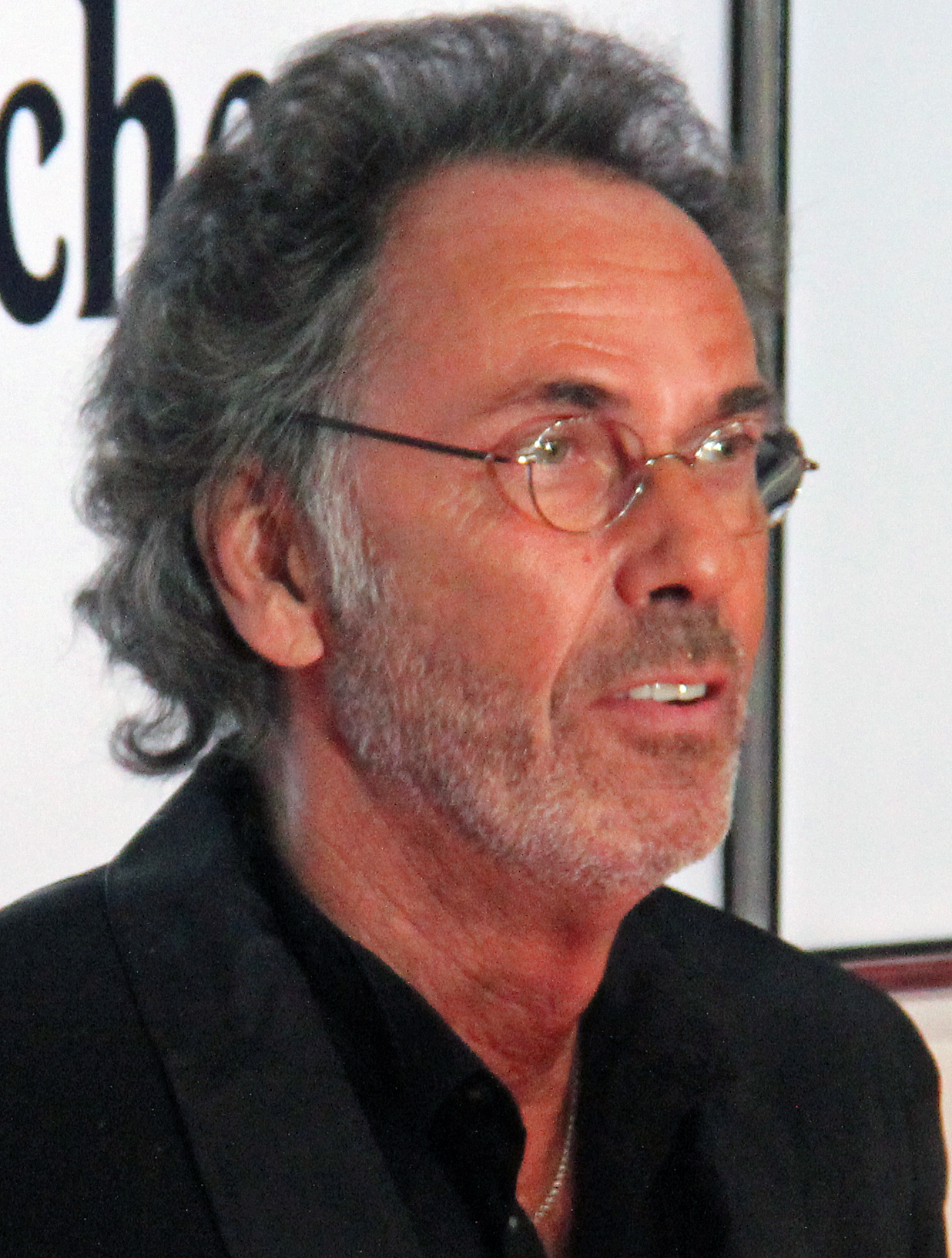
Hugo Egon Balder (2012)

Am 28. Januar 2013 moderierte Balder im Rahmen der Radioreihe Die Rückkehr der Radiolegenden bei Radio Eins die Auftaktsendung. Ab 2016 war er außerdem täglich in der Hörfunkserie Hugo Egon Balders Zeitmaschine – die Geschichten hinter den Songs zu hören, u. a. bei Antenne Brandenburg vom RBB, bei MDR 1 Radio Sachsen, WDR4 und weiteren Radiosendern. Die Serie beschäftigt sich mit der Entstehung der Kulthits der „Achtziger“.

### Hörbuch-Sprecher
Balder sprach die Hörbücher Die Bibel nach Biff von Christopher Moore, Treibstoff von James Robert Baker und Kein Applaus für Podmanitzki von Ephraim Kishon ein.

### Schauspieler
Darüber hinaus ist Balder weiterhin als Schauspieler tätig. 2003/04 wirkte er in mehreren Folgen der Fernsehserie Chili TV mit Bernd das Brot im KiKA mit, des Weiteren war er in der Sat.1-Boulevardkomödie Ewig rauschen die Gelder zu sehen. Auch war er in einigen Folgen der Sat.1-Serie Pastewka zu sehen, in der er sich selbst spielte. Er spielte in mehreren Tatort-Folgen mit: 1992 in Camerone, 2002 in Schlaf, Kindlein, schlaf und 2009 in Borowski und die Sterne. 2011 spielte Balder eine größere Rolle in der Folge Frischfleisch der Serie Wilsberg im ZDF. Seit 2010 ist er in einer Hauptrolle des Theaterstücks Sei lieb zu meiner Frau von René Heinersdorff zu sehen, das unter anderem in Düsseldorf, Berlin und Köln aufgeführt wurde bzw. wird. Im Jahr 2013 spielte er eine Hauptrolle in einer Komödie des Chiemgauer Volkstheaters mit dem Titel Nordlicht über Bollerbach.
Anfang Januar 2015 war er in einer Episode der ZDF-Vorabendserie Bettys Diagnose zu sehen. In der Saison 2014/2015 spielte er im Theater am Dom in Köln. Im Jahr 2016 spielte Balder in der ARD-Serie In aller Freundschaft in der Episode Spott und Ruhm den Schlagersänger Frank Butze. 2017 hatte er in der dritten Folge der RTL-Sitcom Nicht tot zu kriegen, mit Jochen Busse in der Hauptrolle, einen Gastauftritt. Im Silvester-Stück Einen guten Rutsch des Chiemgauer Volkstheaters aus dem Jahr 2018 hatte Balder wiederum eine tragende Gastrolle.
Seit einigen Jahren spielt Balder auch verschiedene Rollen in der Comödie Dresden, unter anderem ab 2021 eine Hauptrolle im Stück Komplexe Väter von René Heinersdorff.

## Auszeichnungen

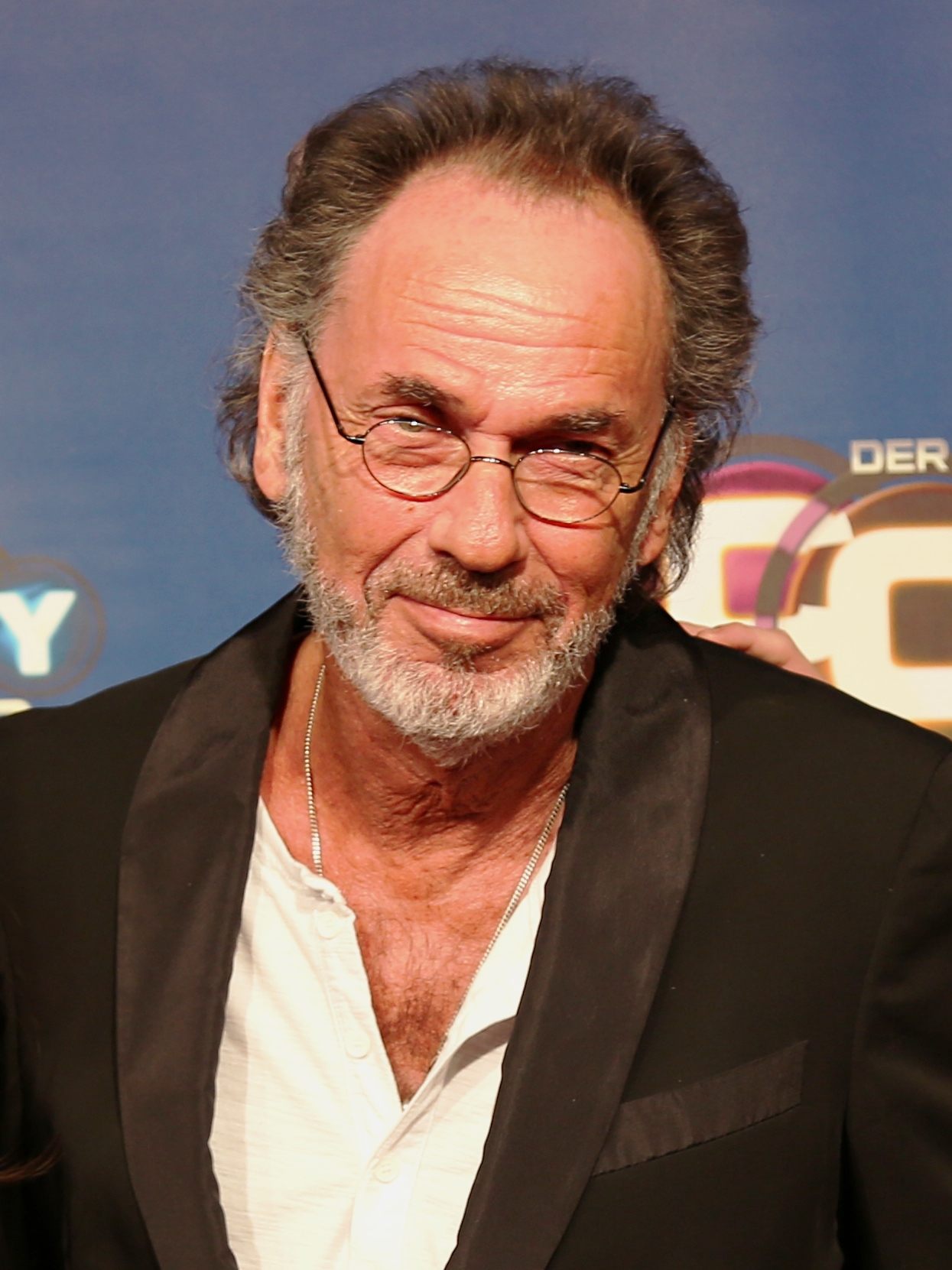
Hugo Egon Balder beim Deutschen Comedy Preis (2017)

- 1994: Bayerischer Fernsehpreis für RTL Samstag Nacht
- 1994: Löwe von Radio Luxemburg „Club-Löwe“ für RTL Samstag Nacht
- 1994: Bambi für RTL Samstag Nacht
- 1994: Goldene Romy für RTL Samstag Nacht
- 2003: Deutscher Comedypreis „Beste Comedy-Show“ für Genial daneben
- 2004: Deutscher Fernsehpreis „Beste Unterhaltungssendung/Beste Moderation Unterhaltung“ für Genial daneben
- 2005: Goldene Romy für die beste Programmidee (Genial daneben)
- 2006: Goldene Kamera „Beste Fernsehunterhaltung“ für sein TV-mediales Wirken
- 2006: Deutscher Comedypreis „Beste Comedy-Show“ für Genial daneben
- 2008: Deutscher Comedypreis „Ehrenpreis“
- 2018: Prix Pantheon – Sonderpreis in der Kategorie „Reif & Bekloppt“[33]

## Werk

### Diskografie
Alben
- 1976: Elvira, hol’ dein Strumpfband ab
- 2010: Ist das schön! (feat. Rudolf Rock & die Schocker)

Singles
- 1973: Isolde / Fischers Fritz fischt frischen Fisch (als Egon Balder)
- 1973: Maskenball im Hochgebirge / Schmalzer in F (als Egon Balder)
- 1976: Doch wenn du lachst, dann wirst du verlegen / Stanislaus, der Krieg ist aus (als Egon Balder)
- 1976: Wir zieh’n uns aus und spiel’n mit uns’ren Sachen / Da hab’ ich ihr ’nen Straps geklaut
- 1976: Elvira, hol’ dein Strumpfband ab / Zwei Buletten und eine Gitarre
- 1978: Greenhorn / Romantica (als Wild Egon & His Crazy Piano)
- 1979: Wir zieh’n uns aus / Wuschel-Kuschel-Kätzchen
- 1982: Kurfürstendamm / Lehmann (als Balder)
- 1982: Ach, du weißt ja nicht wie gut dir’s geht / Jeder kocht sein eig’nes Süppchen (als „Herr“ Feldmann, mit Frank Zander)
- 1982: Schwarzfahrn / Top-Job (als Balder)
- 1983: Tanze mit mir in den Morgen / Hammer Jammer (als Balder)
- 1983: Raus aus’m Wohnklo – rein in die Disco / So einfach (als Balder)
- 1984: Erna kommt / Faß mich nicht an (als Balder)
- 1985: Toot Toot / Es geht nicht
- 1986: Ein Eigentor / Ein Eigentor (Instrumental)
- 1988: Nimm’s easy – sei happy (Cover von Don’t Worry, Be Happy) / Streetwalk (als Balder)
- 1990: Itsy Bitsy Teeny Weeny… (Deutscher Original-Remix) / Slipnotic (Instrumental) (Midnight-Mix) / Itsy Bitsy Teeny Weeny… (Radio-Mix)
- 1991: Single-Ling (Single-Song) (Deutsche Version) / Single-Ling (Single-Song) (Englische Version) / Single-Ling (Single-Song) (Instrumental-Version)

### TV-Auftritte (Auswahl)
- 1976: Pop
- 1982: Disco
- 1983: Vorsicht, Musik
- 1985: Dalli Dalli
- 1985, 1988: ZDF-Hitparade
- 1988–1992: Alles Nichts Oder?! (Moderator)
- 1990–1993: Tutti Frutti (Moderator)
- 1991: Die Mike Krüger Show
- 1992: Geschichten aus der Heimat (Fernsehserie, Episode: Rauchen gefährdet die Gesundheit)
- 1997: Die Harald Schmidt Show
- 1999: Pop 2000: 50 Jahre Popmusik und Jugendkultur in Deutschland (3 Folgen)
- 2003: 3 nach 9
- 2003–2009: Die Hit-Giganten (Moderator)
- 2003: Star Search
- 2003–2011, 2017–2021, seit 2023: Genial daneben (Moderator)
- 2004: 20 Jahre RTL
- 2004: Die 100 nervigsten Deutschen
- 2004: Blond am Freitag
- 2004: Sarah Kuttner – Die Show
- 2004: Red Nose Day
- 2005–2014, 2018–2020: Pastewka (mehrere Gastauftritte als sich selbst)
- 2005: Wetten, dass..?
- 2005: Red Nose Day
- 2005: Menschen bei Maischberger
- 2005: Jetzt geht’s um die Wurst – Das große Promi-Grillen
- 2005–2006: Chartbreak-Hotel
- 2006: Herman & Tietjen
- 2006: Ein Herz für Kinder
- 2006: Unsere Besten: Lieblingsschauspieler
- 2006: Stars zu verschenken
- 2006: Jetzt geht’s um die Eier
- 2006: Jetzt wird eingelocht
- 2007: Einfach Alsmann
- 2007: Unsere Besten: Komiker & Co.
- 2007: Lafer! Lichter! Lecker!
- 2007: Danke, Rudi
- 2006–2007: Clever! – Die Show, die Wissen schafft
- 2007: Extreme Activity
- 2011: Wilsberg: Frischfleisch
- 2013: Dalli Dalli
- 2013: Chiemgauer Volkstheater – Nordlicht über Bollerbach
- 2014: Chiemgauer Volkstheater – Villa Serrano
- 2015: Der Klügere kippt nach
- 2015: Tatort: Grenzfall
- 2016: In aller Freundschaft – Folge 741 (Spott und Ruhm)
- 2016: Kessler ist …
- 2017: Sitzheizung gibt’s nicht
- 2017: Luke! Die Schule und ich
- 2018: Richtig witzig
- 2018: Nachtcafé
- 2018: Das große Promi-Flaschendrehen
- 2018: Genial daneben – Das Quiz
- 2018: Chiemgauer Volkstheater – A guater Rutsch
- 2019: Was für ein Jahr!
- 2020: Senil daneben – Happy Birthday Hugo
- 2020: Comeback oder weg?
- 2020: Genial oder Daneben?
- 2021: Wer weiß denn sowas?
- 2021: Otto Fröhliche – Advent, Advents mit Otto und Friends
- 2022: Gregor Gysi – Missverstehen Sie mich richtig!
- 2022: RTL Samstag Nacht – Das Wiedersehen
- 2024: The Masked Singer

### Weitere Veröffentlichungen
- Jacky Dreksler, Hugo Egon Balder: Kentucky schreit Ficken. Goldmann Verlag, 1998, ISBN 3-442-44193-5.
- Hugo Egon Balder, Bernd Philipp: Ich habe mich gewarnt. Rütten und Loening, Berlin 2004, ISBN 3-352-00650-4.
- Jacky Dreksler, Hugo Egon Balder: Wunsch-Bullshit im Universum. Pacific Productions, Köln 2007, ISBN 978-3-9812015-8-1.
- Jacky Dreksler, Hugo Egon Balder: Witze zur Wahl 2013: Die besten politischen Gags zur Bundestagswahl. Pacific Productions, 2013, ISBN 978-3-9812015-0-5.